# Сыщиково
Сыщиково — деревня в Седельниковском районе Омской области. Входит в состав Кукарского сельского поселения.

## География
Стоит у впадения реки Болгун в р. Уй.

## История
В 1928 году в составе Кукарского сельсовета Седельниковского района Тарского округа Сибирского края.

## Население
| 1926 | 2010 |
| ---- | ---- |
| 477  | ↘99  |

### Гендерный состав
По данным Всероссийской переписи населения 2010 года в гендерной структуре населения из 99 человек мужчин — 51, женщин — 48 (51,5 и 48,5 % соответственно).

### Национальный состав
В 1928 г. основное население — русские.
Согласно результатам переписи 2002 года, в национальной структуре населения русские составляли 93 % от общей численности населения в 136 чел..

## Инфраструктура
Личное подсобное хозяйство. В 1928 г. состояла из 93 хозяйств.
Основа экономики — сельское хозяйство.

## Транспорт
Деревня доступна автотранспортом. Просёлочная дорога к  автодороге регионального значения 52 ОП РЗ К-32 «Тобольск — Тара — Томск», участок Тара — Седельниково.